# أولياريوس
آدم أولياريوس (1599 - 1671 م) هو رياضي وجغرافي ومستشرق ألماني.
ترجم «گلستان» سعدي الشيرازي إلى الألمانية سنة 1651 م.